# سیستانی‌های خراسان
سیستانی‌های خراسان گروهی از سیستانی‌ها هستند که در خراسان ساکن شدند. این گروه به دلایل متعددی از سیستان به خراسان مهاجرت کرده‌اند. 

## زبان
زبان سیستانی خراسان فارسی و گویش سیستانی است. 

## دین و مذهب
سیستانی های خراسان مانند سایر سیستانی ها مسلمان و پیرو مذهب شیعه هستند. 